# Bill Evans
 Der er flere personer med dette navn, se Bill Evans (flertydig).
Bill William Evans (født 16. august 1929 i Plainfield, New Jersey, død 15. september 1980 i New York) var en amerikansk jazzmusiker.

## Biografi
Evans begyndte at studere musik som 6-årig, først som klassisk pianist, men gik siden over til at spille jazzklaver. Han udviklede en fuldstændig unik lyd gennem sit harmoniske, melodiske spil, der var baseret på store blokakkorder, klodser, perfekt anslag og lyriske fraseringer kombineret med moderat swing og melankolske toner. 
Han er mest kendt for sin medvirken på det berømte Miles Davis-album Kind of Blue fra 1959, samt sin medvirken på albummet Waltz for Debbie fra 1964 med bl.a. den svenske sangerinde Monica Zetterlund, men brugte størstedelen af sin tid på at spille triojazz med bas og trommer. 
Fra 1959 til 1961 ledede han sin første trio med bassisten Scott LaFaro og trommeslageren Paul Motian. Det var med denne trio, at han indspillede 3 kendte album som hedder: Sunday at the Village Vangaurd, Explorations og Waltz for Debby.
Lafaro døde dog i et tragisk biluheld i 1961, hvilket fuldstændig slog benene væk under Evans, og han spillede ikke offentligt igen før året efter, hvor Chuck Israels overtog LaFaros rolle som bassist.
Evans fungerede både som pianist og komponist frem til 1980, hvor han døde i en alder af 51 år.

### Stofmisbrug
Evans stofmisbrug begyndte sidst i 1950’erne, mens han turnerede rundt med Miles Davis.
I 1960 spillede Evans og hans trio koncerter i The Jazz Gallery. I forbindelse med en af de koncerter blev Evans smittet med hepatitis, forårsaget af uagtsomt og ikke klinisk brug af kanyler. Han blev i årene derefter kæreste med en kvinde ved navn Elaine, der ligeledes var afhængig af stoffer.
I 1963 begyndte Evans stofmisbrug at få konsekvenser for hans evne til at spille musik. Evans var alene i studiet for at indspille solonumre - muligvis fordi han manglede penge til at betale for heroin, da hans heroinmisbrug var på det højeste i denne periode - men efter indspilningen nægtede produceren at udgive numrene. De to solosessioner blev senere udgivet i 1983 under navnet ”The Solo Sessions” vol. 1 & 2, tre år efter Evans’ død.
I 1970 blev Evans afhængig af kokain. Det startede med 1 gram om ugen, men han begyndte snart derefter at tage flere doser om dagen.[kilde mangler]
I 1973 mødte Evans en kvinde ved navn Nenette Zazzara, som han forelskede sig i. Da han fortalte sin kæreste Elaine om forelskelsen, begik hun selvmord kort efter. Da Evans blev konfronteret med Elaines selvmord, røg han tilbage til sit heroinmisbrug, som han ellers havde været på vej ud af. Derefter gennemførte han et behandlingsprogram, der gjorde, at han mere eller mindre kunne holde sig fra stoffer resten af sit liv.
I 1979 begik Evans’ bror, Harry Evans, selvmord. Nyheden om brorens død tog så hårdt på ham, at han var nødt til at aflyse en del af sine koncerter. Samme år købte Evans tre pladser på kirkegården Baton Rouge, hvoraf den ene plads var til broren.[kilde mangler]
Den 15. september 1980 var Evans så svækket af hepatitis og stofmisbrug, at han blev indlagt på et hospital. Det blev således det sidste døgn i Evans’ liv. 
En ven af Evans har efterfølgende brugt sætningen ”verdens længste selvmord” om hans liv.[kilde mangler]

## Eftermæle
Evans regnes i dag for at være en af de allerstørste og mest indflydelsesrige jazzpianister nogensinde, og vi danskere kan være stolte af, at han har spillet med folk som NHØP og Alex Riel bl.a. i det gamle Jazzhus Montmartre. 